# Anillinus affabilis
Anillinus affabilis är en skalbaggsart som beskrevs av Charles Thomas Brues. Anillinus affabilis ingår i släktet Anillinus och familjen jordlöpare. Inga underarter finns listade i Catalogue of Life.